# 阿雪
阿雪（法語：Assieu，法語發音：[asjø]）是法国伊泽尔省的一个市镇，属于维埃纳区。

## 地理
阿雪（45°24'26"N, 4°52'5"E）面积12.34 平方千米，位于法国奥弗涅-罗讷-阿尔卑斯大区伊泽尔省，该省份为法国东南部内陆省份，北起顺时针与安省、萨瓦省、上阿尔卑斯省、德龙省、阿尔代什省、卢瓦尔省和罗讷省。
与阿雪接壤的市镇（或旧市镇、城区）包括：沙隆、圣罗曼德叙里约、韦尔尼奥、维尔苏桑茹、瓦雷兹河畔欧布里沃、拉沙佩勒德叙里约、谢雪、蒙斯特鲁-米略、鲁西永。

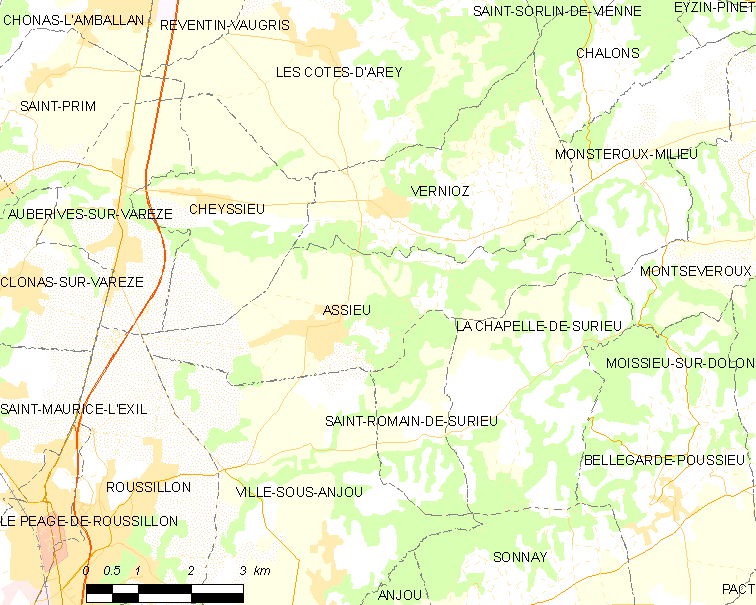
阿雪的OSM定位图

阿雪的时区为UTC+01:00、UTC+02:00（夏令时）。

## 行政
阿雪的邮政编码为38150，INSEE市镇编码为38017。

## 政治
阿雪所属的省级选区为维埃纳第二县。

## 人口

1962-2008年间阿雪人口变化图示

阿雪于2022年1月1日时的人口数量为1722人。